# Albert Schnelzer
Johan Albert Schnelzer, född 3 juni 1972 i Visnums församling, Värmlands län, är en svensk kompositör.

## Biografi
Schnelzer växte upp i Karlstad och studerade 1994–2000 komposition för bland andra Sven-David Sandström och Rolf Martinsson vid Musikhögskolan i Malmö samt för Julian Anderson vid Royal College of Music i London. Han har där samtidigt även studerat dirigering för Gunnar Staern, Lars Jensen och John Carewe. Hans musik blandar melodisk nyromantik med ett starkt rytmiskt driv och slumpmässiga oförutsägbarheter och influenser från såväl rockmusik som internationell folkmusik.
Med orkesterverket Erupto, uruppfört av Helsingborgs symfoniorkester, vann han 1998 kompositionstävlingen "Morgondagens tonsättare". Han har skrivit ett stort antal verk för såväl symfoniorkestrar som kammarensembler och solister i ett flertal länder, däribland den av såväl Franz Liszt som rockgruppen Iron Maiden inspirerade pianosviten Dance With the Devil (2000), Dance Ecstcatic (2001) för stråkorkester och pianotrion Predatory Dances (2004), beställd av Radio France och uruppförd vid dess Présence Festival. Det av Joseph Haydn och filmskaparen Tim Burton inspirerade orkesterverket A Freak in Burbank (2007), beställdes och uruppfördes av Esa-Pekka Salonen och Stockholms Kammarorkester år 2008 och har därefter spelats av symfoniorkestrar i en rad länder, däribland som del av BBC Proms i Royal Albert Hall i London år 2010. BBC Symphony Orchestra uruppförde år 2015 även orkesterverket Tales from Suburbia på Barbican Centre i London. År 2009 beställdes hans Stråkkvartett nr 2 – "Emperor Akbar" (efter Salman Rushdies romanfigur) av The Brodsky Quartet. Samma år uruppförde den franske oboeisten Francois Leleux med Svenska Kammarorkestern hans Oboekonsert: "The Enchanter". Cellisten Claes Gunnarsson uruppförde med Göteborgs symfoniorkester under ledning av Nikolaj Znaider hans Cellokonsert år 2011.
Med anledning av kung Carl XVI Gustafs 70-årsdag beställde Kungliga Musikaliska Akademien pianokvintetten Vattensånger av Schnelzer som akademiens gåva till kungen; den uruppfördes vid galan på Kungliga Operan 2016.
Sommaren 2013 var Schnelzer Årets huvudkompositör vid Östergötlands musikdagar. I april 2017 var hans musik föremålet för Kungliga filharmonikernas Tonsättarweekend i Stockholms konserthus. Vattnäs konsertlada i Dalarna har beställt en opera om Norrmalmstorgsdramat 1973 med planerad urpremiär sommaren 2018.

## Priser och utmärkelser
- 1998 – Förstapris i kompositionstävlingen "Morgondagens tonsättare"
- 2016 – Musikförläggarnas pris (Konstmusikpriset för stor ensemble), för Klarinettkonserten But Your Angel’s on Holiday[10]
- 2016 – Stockholms stads Kulturstipendium[11]
- 2019 – Musikförläggarnas pris, stor ensemble[12]
- 2024 - Musikföreningens i Stockholm stipendium "för större tonverk för kör och orkester"

## Diskografi
- Thunderdance (PSCD 177)
- Spheres (DAPHNE 1027)
- Predatory Dances, Dance with the Devil, Lamento - For the Naughty Children..., Frozen Landscape (cello- och pianoversion), Wolfgang is Dancing!, Requiem, Solitude (solocello-version) (DAPHNE 1031)
- Frozen Landscape (violin- och pianoversion), Solitude (soloviolin-version) (CY0701)
- Village Music (CAP 21687)
- Apollonian Dances (PPCD 1001)
- Dance with the Devil (SETTONO 1)